# Keep Their Heads Ringin’
Keep Their Heads Ringin’ (englisch etwa für „Lass ihre Köpfe klingeln“) ist ein Lied des US-amerikanischen Rappers und Musikproduzenten Dr. Dre. Der Song wurde am 7. März 1995 als Single aus dem Soundtrack zum Film Friday veröffentlicht.

## Inhalt
In Keep Their Heads Ringin’ preist Dr. Dre vor allem sich selbst und seine Musik, die das Publikum zum Tanzen bringe und in Feierstimmung versetze. So rappt er aus der Perspektive des lyrischen Ichs und fordert die Hörer auf, aufzustehen und sich zur Musik zu bewegen. Zudem sind Elemente des Gangsta-Raps enthalten, wobei Dr. Dre über seine kriminelle Vergangenheit, die Einschüchterung von Gegnern, seinen Reichtum oder über Frauen rappt. Auch preist er seine Crew und sein Label Death Row Records. Der Hintergrundgesang stammt von den Sängerinnen Nancy Fletcher, Barbara Wilson und Dorothy Coleman.

“The mic gets smoked once you hear the beat kick

With grooves so funky, they come with a Speed Stick

So check the flavor that I’m bringin’

The motherfuckin’ D-R-E ah keep they motherfuckin’ heads ringin’”

## Produktion
Das Lied wurde von Dr. Dre zusammen mit dem Musikproduzenten Sam Sneed, der als Co-Produzent fungierte, produziert. Beide sind neben dem Rapper J-Flex (James Anderson) auch als Autoren angegeben. Das markante „Ring ding dong, ring-a-ding ding ding dong“ des Refrains ist an den Song Funk You Up der weiblichen Hip-Hop-Gruppe The Sequence aus dem Jahr 1979 angelehnt.

## Musikvideo
Bei dem zu Keep Their Heads Ringin’ gedrehten Musikvideo führte F. Gary Gray Regie. Es verzeichnet auf YouTube über 13 Millionen Aufrufe (Stand: Mai 2024). Das Video spielt auf einem Flughafen, wo Dr. Dre und sein Gefolge nachts in einen Hangar einbrechen und der Rapper mit dem Song in einem Flugzeug vor tanzendem Publikum auftritt. Währenddessen beobachtet die Flughafencrew das Geschehen vom Tower aus und zeigt sich geschockt über den Einbruch. Kurz darauf beginnt aber auch sie, zum Lied zu tanzen. Am Ende setzt Morgengrauen ein und das Flugzeug fährt vom Hangar auf das Rollfeld zur Startbahn, wo es schließlich abhebt, während es von zahlreichen Polizeiautos verfolgt wird. Zwischendurch sind auch kurze Szenen aus dem zugehörigen Film Friday zu sehen. So sind Cameoauftritte der Schauspieler Chris Tucker, Faizon Love, Paula Jai Parker und Nia Long im Video enthalten.
Bei den MTV Video Music Awards 1995 wurde es in der Kategorie Best Rap Video ausgezeichnet.

## Single

### Covergestaltung
Das Singlecover zeigt im oberen Teil die Schriftzüge Dr. Dre in Orange und Keep Their Heads Ringin’ in Weiß auf schwarzem Untergrund. Im unteren Teil stehen die Schriftzüge Friday in Orange und From the Original Motion Picture Soundtrack ‘Friday’ in Weiß vor blauem Hintergrund. Dabei ist der Buchstabe I im Wort Friday als rauchender Joint dargestellt.

### Titelliste
1. Keep Their Heads Ringin’ (LP Version) – 5:01
2. Keep Their Heads Ringin’ (Instrumental) – 4:57
3. Take a Hit (LP Version) (Mack 10) – 4:34
4. Take a Hit (Instrumental) – 4:34

### Chartplatzierungen
Keep Their Heads Ringin’ stieg am 14. August 1995 auf Platz 97 in die deutschen Singlecharts ein und erreichte neun Wochen später mit Rang 23 die höchste Position. Insgesamt war der Song 23 Wochen in den Top 100 vertreten. Erfolgreicher war die Single mit Top-10-Platzierungen unter anderem in Neuseeland, der Schweiz, Schweden und den Vereinigten Staaten. In den deutschen Single-Jahrescharts 1995 erreichte das Lied Rang 82.
| ChartsChartplatzierungen       | Höchstplatzierung | Wochen |
| ------------------------------ | ----------------- | ------ |
| Deutschland (GfK)              | 23 (23 Wo.)       | 23     |
| Schweiz (IFPI)                 | 7 (17 Wo.)        | 17     |
| Vereinigte Staaten (Billboard) | 10 (20 Wo.)       | 20     |
| Vereinigtes Königreich (OCC)   | 25 (4 Wo.)        | 4      |

| ChartsJahrescharts (1995)      | Platzierung |
| ------------------------------ | ----------- |
| Deutschland (GfK)              | 82          |
| Vereinigte Staaten (Billboard) | 53          |

### Auszeichnungen für Musikverkäufe
Keep Their Heads Ringin’ erhielt noch im Erscheinungsjahr in den Vereinigten Staaten für mehr als 700.000 verkaufte Einheiten eine Goldene Schallplatte. Im Vereinigten Königreich wurde es 2023 für über 200.000 Verkäufe mit einer Silbernen Schallplatte ausgezeichnet.
| Land/Region                  | Auszeichnungen für Musikverkäufe (Land/Region, Auszeichnung, Verkäufe) | Verkäufe |
| ---------------------------- | ---------------------------------------------------------------------- | -------- |
| Neuseeland (RMNZ)            | Gold                                                                   | 5.000    |
| Vereinigte Staaten (RIAA)    | Gold                                                                   | 700.000  |
| Vereinigtes Königreich (BPI) | Silber                                                                 | 200.000  |
| Insgesamt                    | 1× Silber · 2× Gold ·                                                  | 905.000  |

Hauptartikel: Dr. Dre/Auszeichnungen für Musikverkäufe